# Alois Jedlička
Alois Jedlička (ur. 20 czerwca 1912 w Brnie, zm. 13 czerwca 2000 w Pradze) – czeski językoznawca.

## Życiorys
Studiował bohemistykę i germanistykę na Wydziale Filozoficznym Uniwersytetu Masaryka w Brnie. Nauczał w szkołach średnich (1937–1938 w Koszycach, 1939–1940 w Pradze). W latach 1940–1948 był zatrudniony w Kancelarii Słownika Języka Czeskiego Czeskiej Akademii Nauk i Sztuk. Pracował w Wyższej Szkole Pedagogicznej w Pradze i na Uniwersytecie Karola w Pradze. W 1946 r. uzyskał PhDr.; od 1948 r. docent, od 1949 r. profesor.
W swojej działalności naukowej zajmował się teorią i rozwojem języka standardowego, charakterystyką współczesnej czeszczyzny literackiej, kulturą językową w ujęciu teoretycznym i praktycznym, stylistyką, analizą kontrastywną języka czeskiego i słowackiego, teorią przekładu, gramatyką, leksykologią i leksykografią, terminologią oraz dziejami językoznawstwa.
Jego brat Wacław Wacławowicz Jedliczka jest nauczycielem, osobą publiczną, kompozytorem (autor kwartetu smyczkowego na podstawie opery J. Meyerbeera „Prorok”).

## Wybrana twórczość
- Josef Jungmann a obrozenská terminologie literárně vědná a linguistická, 1948
- Česká mluvnice – základní jazyková příručka, 1951, wraz z Bohuslavem Havránkiem
- Stručná mluvnice česká pro střední školu, 1952, wraz z Bohuslavem Havránkiem
- Základy české stylistiky, 1970
- Spisovný jazyk v současné komunikaci, 1974